# Nikolaus Irsch
Nikolaus Irsch (* 30. November 1872 in Trier; † 15. Oktober 1956 ebenda) war ein deutscher katholischer Geistlicher und Kunsthistoriker.

## Leben
Nikolaus Irschs Vater war der Direktor des preußischen Gefängnisses in Trier, dessen Gebäude heute das Museum am Dom Trier beherbergt. Da die Familie eine Dienstwohnung auf dem Gefängnisgelände bewohnte, wuchs er in unmittelbarer Nähe des Trierer Doms auf. Im Anschluss an das Abitur 1892 studierte er Philosophie und Theologie. Am 21. März 1896 empfing er die Weihe zum Priester. Erste Stationen als Kaplan führten ihn nach St. Wendel und Ahrweiler. Ab 1900 war er Pfarrvikar in Landsweiler-Reden. 1906 legte er die wissenschaftliche Prüfung für das Lehramt an Gymnasien ab und war von 1907 bis 1920 als Oberlehrer am Progymnasium in Ahrweiler tätig. Während dieser Zeit erweiterte er in den Jahren 1915/1916 an der Universität Bonn seine Studien um die Fächer Kunstgeschichte und Klassische Archäologie.
1920 führte ihn sein Weg als Lehrer an das Hindenburg-Realgymnasium in Trier. Im Bistum Trier wurde er am 22. April 1924 in Nachfolge von Johannes Wiegand Leiter des Diözesanmuseums. Er setzte sein Studium fort und promovierte am 1. März 1928 zum Dr. phil. In den folgenden Jahren übernahm er zahlreiche Aufgaben in der Verwaltung der Kunstschätze des Bistums Trier. Er war 1933 Leiter des Kunstausschusses der Hl.-Rock-Wallfahrt, wurde am 19. Januar 1934 zum Domkapitular und am 31. März 1938 als Diözesankonservator zum Leiter des Amtes für Kirchliche Denkmalpflege ernannt. Zugleich war er von 1947 bis 1952 Vorsitzender des Denkmalrates Rheinland-Pfalz. Zum 1. März 1952 wurde er entpflichtet.
1933 wurde er zum Päpstlichen Geheimkämmerer ernannt, 1952 erhielt er das Große Verdienstkreuz der Bundesrepublik Deutschland.